# Gran Premio di Pau 1950
Il Gran Premio di Pau 1950 è stata una gara di Formula 1 extra-campionato tenutasi il 10 aprile, 1950 sul Circuito di Pau, a Pau, nel sud della Francia. La corsa, disputatasi su un totale di 110 giri, è stata vinta dall'argentino Juan Manuel Fangio su Maserati 4CLT/48.
È stata la prima gara della Stagione di Formula 1 1950, e si è disputata in concomitanza con il Richmond Trophy.

## Qualifiche

### Risultati

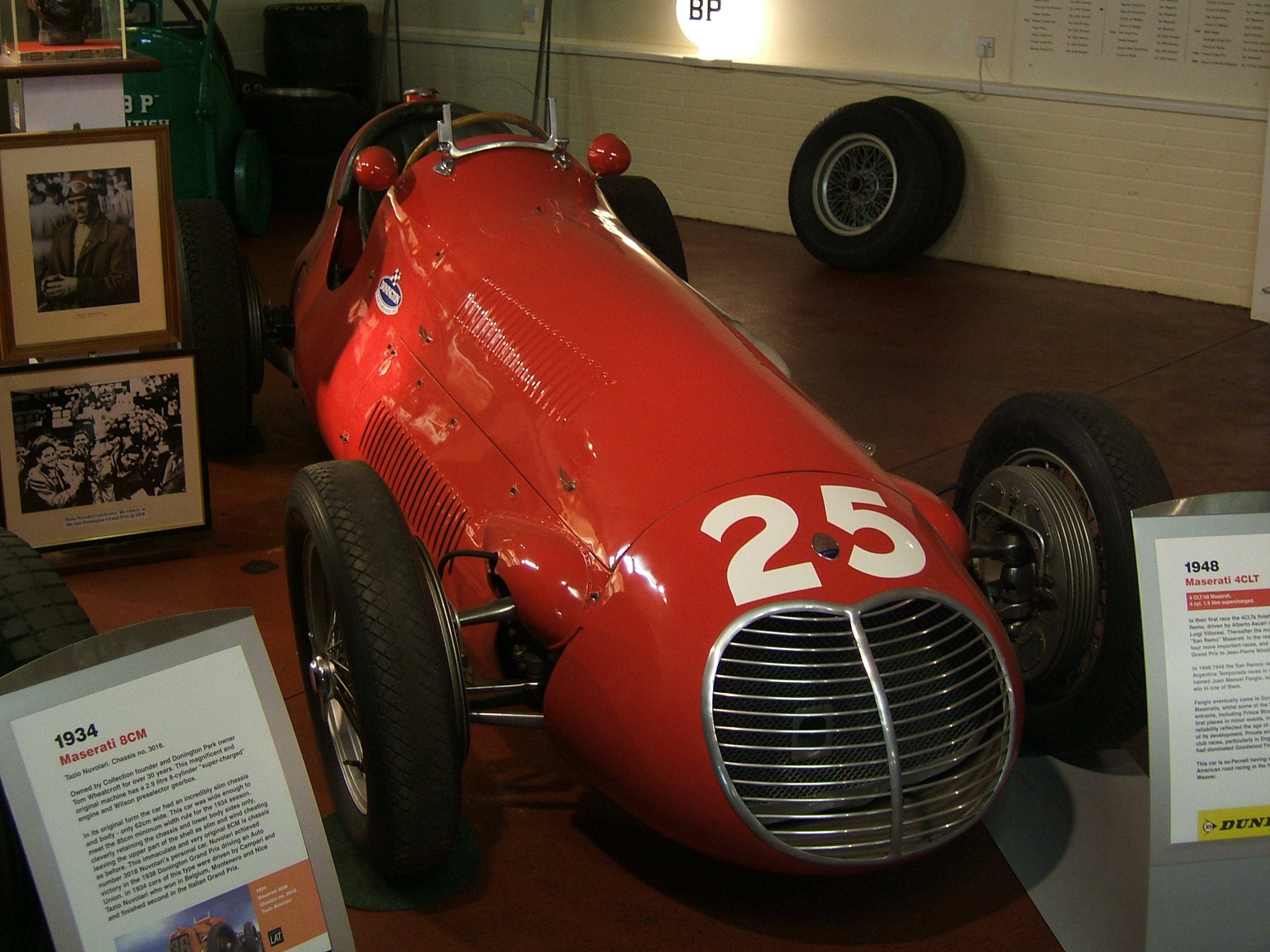
La Maserati 4CLT/48 ha conquistato Vittoria e Giro più Veloce

| Fila     | Pos | Pilota                | Vettura       | Tempo  |
| -------- | --- | --------------------- | ------------- | ------ |
| I fila   | 1°  | Juan Manuel Fangio    | Maserati      | 1:43.1 |
|          | 2°  | Luigi Villoresi       | Ferrari       | 1:43.4 |
|          | 3°  | Raymond Sommer        | Ferrari       | 1:44.5 |
| II fila  | 4°  | Louis Rosier          | Talbot-Lago   | 1:46.0 |
|          | 5°  | José Froilán González | Maserati      | 1:46.0 |
| III fila | 6°  | Alberto Ascari        | Ferrari       | 1:46.5 |
|          | 7°  | Louis Chiron          | Maserati      | 1:47.3 |
|          | 8°  | Robert Manzon         | Simca-Gordini | 1:51.2 |
| IV fila  | 9°  | André Simon           | Talbot-Lago   | 1:51.8 |
|          | 10° | Pierre Levegh         | Talbot-Lago   | 1:51.8 |
| V fila   | 11° | Maurice Trintignant   | Simca-Gordini | 1:52.0 |
|          | 12° | Philippe Étancelin    | Talbot-Lago   | 1:52.4 |
|          | 13° | Charles Pozzi         | Talbot-Lago   | 1:52.8 |

## Gara

### Risultati
| Pos | Nr | Pilota                         | Vettura           | Giri | Tempo/Ritiro    |
| --- | -- | ------------------------------ | ----------------- | ---- | --------------- |
| 1   | 10 | Juan Manuel Fangio             | Maserati 4CLT/48  | 110  | 3h14:20.0       |
| 2   | 2  | Luigi Villoresi                | Ferrari 125       | 110  | + 30.5          |
| 3   | 14 | Louis Rosier                   | Talbot-Lago T26C  | 110  | + 1:02.2        |
| 4   | 6  | Raymond Sommer                 | Ferrari 125       | 109  | + 1 giro        |
| 5   | 22 | Robert Manzon                  | Simca-Gordini T15 | 106  | + 4 giri        |
| 6   | 28 | Pierre Levegh                  | Talbot-Lago T26C  | 104  | + 6 giri        |
| 7   | 20 | Maurice Trintignant            | Simca-Gordini T15 | 103  | + 7 giri        |
| 8   | 16 | Charles Pozzi Georges Grignard | Talbot-Lago T26C  | 100  | + 10 giri       |
| Rit | 18 | Louis Chiron                   | Maserati 4CLT/48  | 56   | Asse posteriore |
| Rit | 8  | Philippe Étancelin             | Talbot-Lago T26C  | 53   | Albero motore   |
| Rit | 24 | André Simon                    | Simca-Gordini T15 | 32   | Incidente       |
| Rit | 12 | José Froilán González          | Maserati 4CLT/48  | 25   | Differenziale   |
| Rit | 4  | Alberto Ascari                 | Ferrari 125       | 10   | Asse posteriore |
| NA  | 26 | Felice Bonetto                 | Maserati 4CLT/48  |      | Auto non pronta |